# Molotovka
Koktajl Molotova (vojaški strokovni izraz zažigalna steklenica; tudi molotovka) je preprosto zažigalno orožje, ki je v množično rabo stopilo v 30. in 40. letih 20. stoletja. 
Orožju so dali ime  Finci med zimsko vojno, v kateri so ga uspešno množično uporabljali v boju proti sovjetskim tankom. Ko je sovjetski zunanji minister Vjačeslav Mihajlovič Molotov ob bombardiranju Finske na sovjetskem državnem radiu širil propagando, da sovjetska letala nad Finsko v resnici trosijo stradajočim sosedom humanitarno pomoč v obliki hrane, so Finci sovjetske kasetne bombe poimenovali Molotova košare kruha, zažigalne steklenice, ki so jih začeli množično izdelovati za obrambo pred sovjetskimi tanki, pa so temu primerno sarkastično poimenovali koktajl Molotova, namreč kot pijačo, ki prija k sovjetskim paketom hrane.  
Sama izdelava je preprosta: v stekleno steklenico se nalije bencin in se jo začepi s kosom lahko vnetljive tkanine. Trak tkanine naj moli izven steklenice najmanj 10 cm. Oseba prižge tkanino in zaluča steklenico proti cilju, kjer se razbije in hkrati pa goreča tkanina vname gorivo. Med drugo svetovno vojno so leta 1940 Britanci v pripravi na možno nemško invazijo (Operacija Morski lev) namensko, tovarniško izdelali velike količine teh priprav. Pri tem niso uporabili tkanine, ampak so na vrat steklenice pritrdili kemikalijo (večinoma beli fosfor), ki se je vžgala, ko se je steklenica razbila. Tako vojakom ne bi bilo treba prižigati tkanine, ampak samo vreči steklenico.
Molotovke so posebej primerne za napad proti (oklepnim) vozilom, saj goreče gorivo lahko prodre v motorni del vozila in tam povzroči eksplozijo. 
Danes so molotovke le improvizirano orožje, ki ga množično uporabljalo radikalni demonstranti v boju s policijo, saj oborožene sile uporabljajo zažigalne ročne bombe, ki so bolj primerne za vojaško rabo.